# Ali bin Saïd
Ali bin Saïd Al-Busaïd (arabe : علي بن سعيد البوسعيد), né en 1854 et mort le 5 mars 1893, est le quatrième sultan de Zanzibar. Il règne sur Zanzibar du 13 février 1890 au 5 mars 1893. Il est fait Chevalier Grand Commandeur de l'Ordre de l'Étoile d'Inde en 1890. Son neveu Sayyid Hamad ibn Thuwaïni lui succède à sa mort.